# Amina Kabafa’anu
Amina Kabafa’anu, född 1724, död efter 1773, var regent i Maldiverna under sin farbror sultan Muhammad Imaduddin III:s fångenskap i Indien 1753-54, samt regent en andra gång under sin bror sultan Muhammed Ghiya'as ud-dins pilgrimsfärd till Mecka 1773.

## Biografi
Amina Kabafa’anu var dotter till sultan Sultan Ibrahim Iskandar II och Aisha Manikfan. Hennes far efterträddes av hennes farbror Muhammad Imaduddin III. År 1752 fördes denne i fångenskap till Indien av Ali Raja av Cannanore, som ockuperade Maldiverna.
När ockupationen hävdes av Hassan Manikfan utropades hon till Maldivernas regent med Hassan Manikfan som de facto medregent. Hon abdikerade 1754 till förmån för sin nio år gamla kusin Amina Rani Kilegefa’anu, dotter till den fängslade Muhammad Imaduddin III, som blev regent för sin frånvarande far med Hassan Manikfan som verklig härskare.
När Muhammad Imaduddin III avled i sitt fängelse i Indien utropades Amina Rani Kilegefa’anu till regerande drottning med Hassan Manikfan som regent. Amina Rani Kilegefa’anu och Hassan Manikfan avsattes 1759 av Aminas farbror Hasan 'Izz ud-din. Han i sin tur efterträddes 1766 av Amina Kabafa’anus bror Muhammed Ghiya'as ud-din.
När hennes bror reste på pilgrimsfärd till Mecka 1773 utnämnde han sin syster Amina och hennes make Ali Shahbandar till regenter i hans frånvaro. Kort efter hans avfärd uppsattes Aminas make på tronen i en kupp. Han avsattes efter en motkupp, och paret förvisades till atollen Laam.